# Lancaster (Ohio)
Lancaster ist eine  City am Hocking River im County Fairfield im amerikanischen Bundesstaat Ohio, ungefähr 53 km südöstlich von Columbus. Das U.S. Census Bureau ermittelte bei der Volkszählung 2020 eine Einwohnerzahl von 40.552.
Lancaster ist der Verwaltungssitz der County Fairfield.
Eine Reihe von Gebäuden und Gebieten in Lancaster stehen unter Denkmalschutz und wurden in das National Register of Historic Places (NRHP) aufgenommen. Dazu gehören unter anderem das Geburtshaus von General William Tecumseh Sherman, das historische Stadtzentrum, der Methodist Episcopal Camp Ground Historic District und der Lancaster West Main Street Historic District.

## Geschichte
Die Stadt wurde 1800 von Ebenezer Zane (1747–1811) gegründet, der die Straße („Zane's Trace“) durch das Nordwestterritorium angelegt hatte, und im Gegenzug dafür Ländereien an drei Flusskreuzungen seiner Straße erhalten hatte: am Muskingum River, am Hocking River, und am Scioto River. Aus dem Land am Hocking River wurde New Lancaster, 1805 in Lancaster umbenannt. Schon 1806 war Lancaster der Sitz der Countyverwaltung, 1809 erschien die erste Zeitung, die Lancaster Eagle Gazette. Da der Hauptteil der Siedler deutschen Ursprungs war, erschien die Zeitung in deutscher Sprache, auch der Schulunterricht wurde auf Deutsch abgehalten. 1836 kam es zu einem ersten Wirtschaftsboom, als der Lancaster Lateral Canal mit dem Ohio-Erie-Kanal verbunden wurde.

## Persönlichkeiten
- Thomas Ewing Sr. (1789–1871), Senator, Finanzminister und erster Innenminister der USA
- William T. Sherman (1820–1891), General der Unionsarmee im Amerikanischen Bürgerkrieg
- John Sherman (1823–1900), Senator für den Bundesstaat Ohio und Regierungsmitglied der Vereinigten Staaten, Urheber des Sherman Antitrust Act
- Hugh Boyle Ewing (1826–1905), General der Unionsarmee im Amerikanischen Bürgerkrieg, danach Diplomat
- Thomas Ewing Jr. (1829–1896), General der Unionsarmee im Amerikanischen Bürgerkrieg, danach Kongressabgeordneter
- John Willock Noble (1831–1912), Jurist und Politiker
- Richard Felton Outcault (1863–1928), Comiczeichner
- Edward Gerard Hettinger (1902–1996), römisch-katholischer Geistlicher, Weihbischof in Columbus
- James A. Hill (1923–2010), General und stellvertretender Stabschef der U.S. Air Force[5]
- Charles „Chuz“ Alfred (1932–2018), Jazzmusiker
- David Graf (1950–2001), Filmschauspieler
- Alan Ogg (1967–2009), Basketballspieler
- Katie Smith (* 1974), Basketballspielerin